# Quercus tardifolia
Espèce
Statut de conservation UICN

 DD  : Données insuffisantes
Quercus tardifolia est une espèce de chênes du sous-genre Quercus et de la section Lobatae. L'espèce est présente aux États-Unis.